# Municipio de Greenleaf (Míchigan)
El municipio de Greenleaf (en inglés: Greenleaf Township) es un municipio ubicado en el condado de Sanilac en el estado estadounidense de Míchigan. En el año 2010 tenía una población de 781 habitantes y una densidad poblacional de 8,37 personas por km².

## Geografía
El municipio de Greenleaf se encuentra ubicado en las coordenadas 43°37′52″N 83°2′16″O / 43.63111, -83.03778. Según la Oficina del Censo de los Estados Unidos, el municipio tiene una superficie total de 93.35 km², de la cual 93,03 km² corresponden a tierra firme y (0,34 %) 0,31 km² es agua.

## Demografía
Según el censo de 2010, había 781 personas residiendo en el municipio de Greenleaf. La densidad de población era de 8,37 hab./km². De los 781 habitantes, el municipio de Greenleaf estaba compuesto por el 98,46 % blancos, el 1,15 % eran amerindios, el 0,26 % eran de otras razas y el 0,13 % eran de una mezcla de razas. Del total de la población el 0,77 % eran hispanos o latinos de cualquier raza.